# Novoť

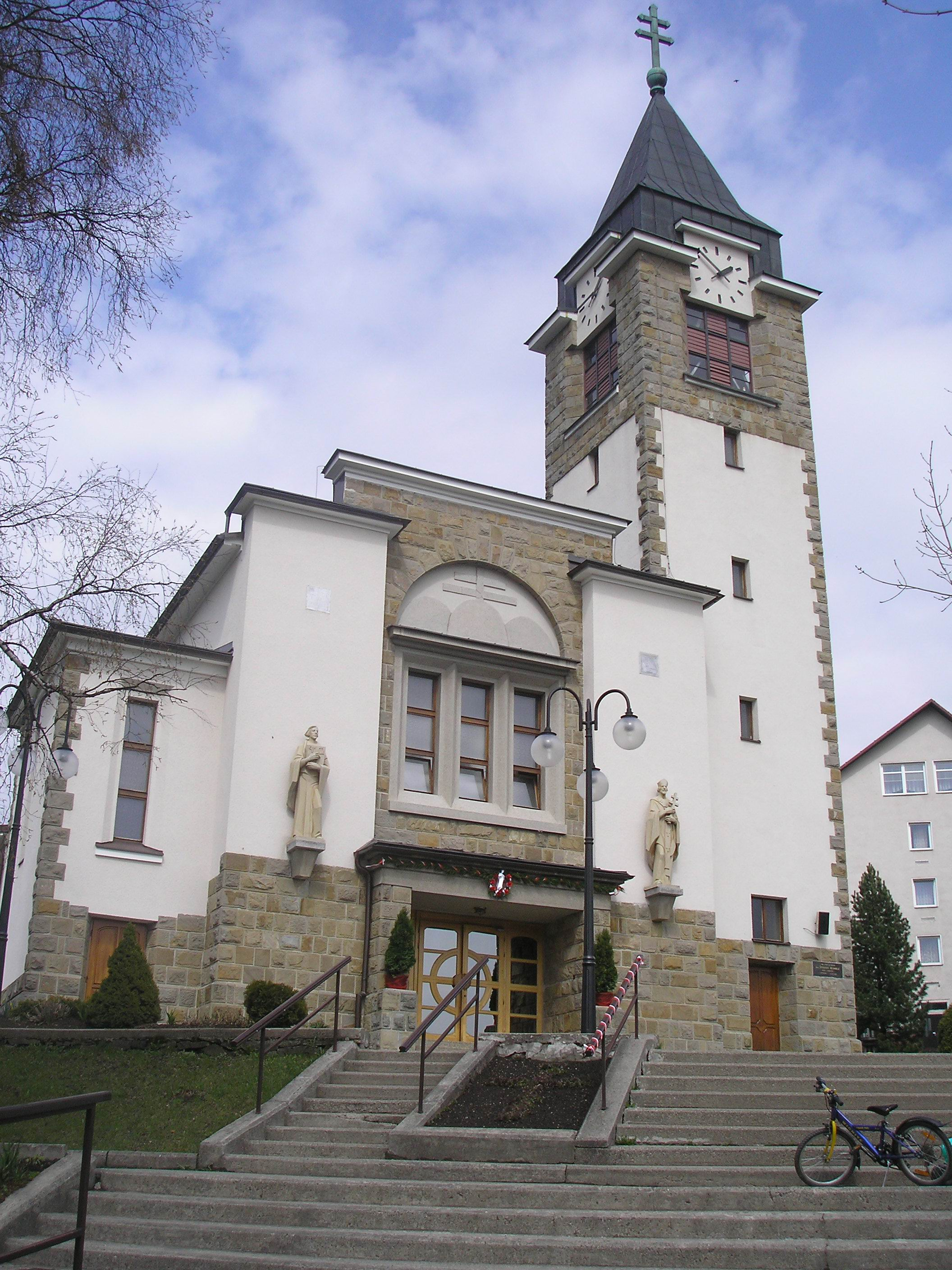
Novoť

Novoť (Hongaars: Novoty) is een Slowaakse gemeente in de regio Žilina, en maakt deel uit van het district Námestovo.
Novoť telt 3.367 inwoners.